# Mötesplats (väg)

Anvisningsmärke E18. Mötesplats.

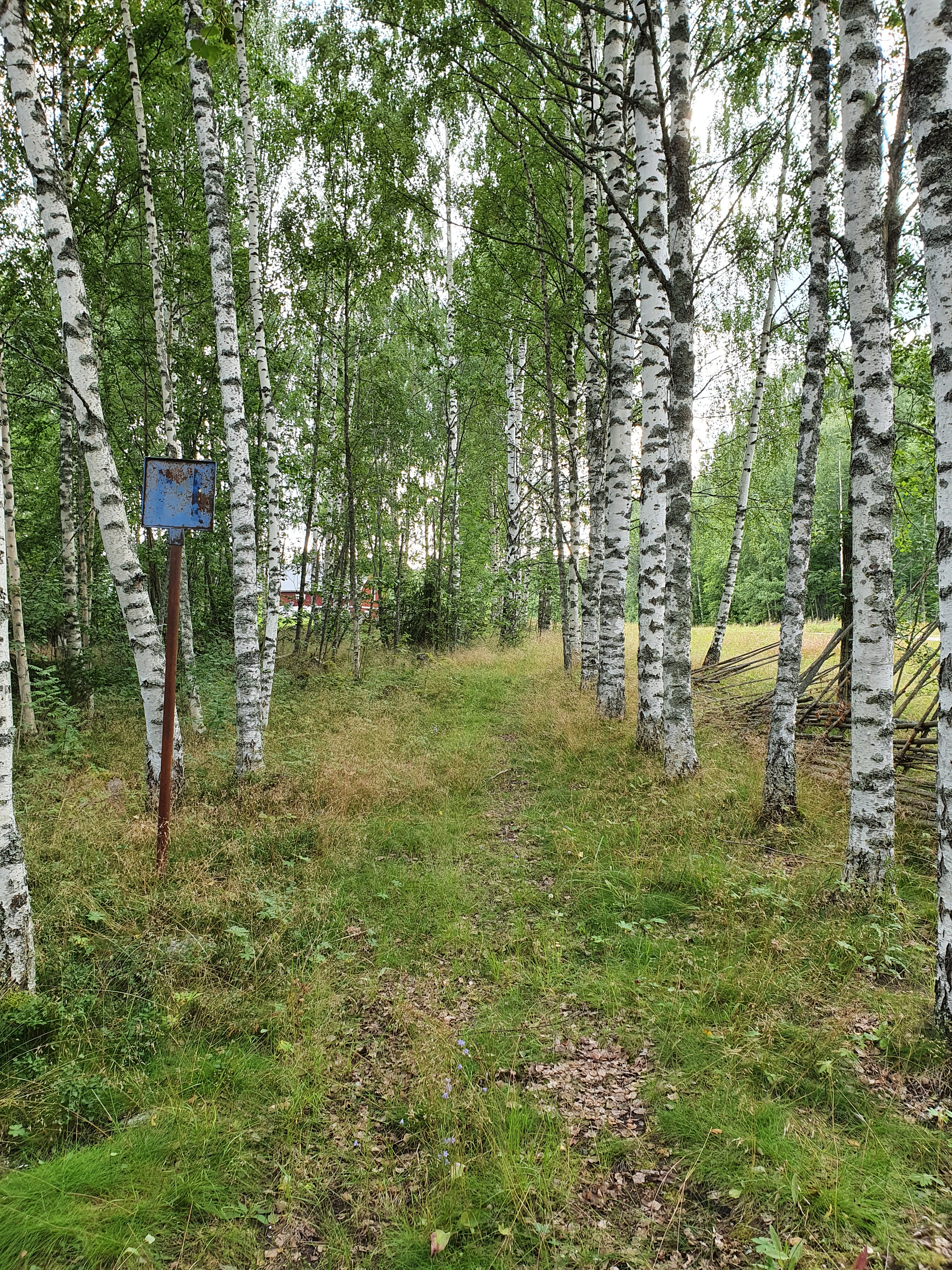
En mötesplats på smal väg anvisad med detta vägmärke.

Mötesplats finns på vägar som är så smala att det är mer eller mindre omöjligt för två normala bilar att mötas på vägen. För att göra det möjligt att mötas kan mötesplatser finnas. Vägen är där breddad för att möte ska kunna ske. Dessa märks ut med ett vägmärke med ett stort M. Det fordon som kommer fram först till mötesplatsen ska - oavsett vilken sida vägen har breddats på - stanna på sin sida och invänta den mötande. Det är inte tillåtet att parkera på en mötesplats.